# Электрорецепция
Электрореце́пция — способность животных ощущать электрические поля и электрические сигналы окружающей среды. Электрорецепция используется для поиска добычи, биокоммуникации и ориентации, восприятия магнитного поля Земли. Осуществляется электрорецепторами.

## Распределение электрорецепции среди животных
Электрорецепция обнаружена у круглоротых, костистых и некостистых рыб, хвостатых амфибий и млекопитающих. Далеко не все виды перечисленных групп животных имеют специализированные чувствительные органы для восприятия слабых электрических полей. Так, из 33 отрядов костистых рыб электрорецепцией обладают только 4 отряда: сомовые, гимнотиды, мормириды и нотоптериды. 
Среди большой группы млекопитающих электрорецепция известна только у австралийского утконоса и предполагается её наличие у ехидны. 
Оказались безрезультатными попытки обнаружить электрорецепцию у беспозвоночных животных (кальмары, крабы, креветки, гаммарусы, морские звёзды). 
Все известные электрорецепторы входят в состав акустико-латеральной системы за исключением электрорецепторов утконоса, которые ещё не достаточно исследованы.